# Tasse (lettertype)
Tasse is de naam van een revival van Paul Renners lettertype Steile Futura, ontworpen door Guy Jeffrey Nelson.
Het lettertype is gelicenseerd door uitgeverij Font Bureau.
De lettertypefamilie bestaat uit 4 gewichten en 5 breedtes, maar er is geen cursief. Ontwerper Nelson behield wel de originele alternatieve tekens en voegde ook alternatieven toe. Renners tekenset heeft alternatieve tekens voor 'A', 'E', 'M' en 'W'. Tasse vertoont kenmerken van met pen getekende letters tegenover modulaire geometrische vormen van de Futura.